# Machnur, Manvi
Machnur là một làng thuộc tehsil Manvi, huyện Raichur, bang Karnataka, Ấn Độ.